# Jagat Singh I
Pour les articles homonymes, voir Jagat Singh et Singh.
Jagat Singh I (1607 - 10 avril 1652) était le Maharana du royaume de Mewar au Rajasthan, Inde, entre 1628 et 1652.
Son règne a été paisible et prospère. Il a embelli son palais, fait édifier des temples, et développé l'école de miniatures.